# Golmsdorf
Golmsdorf là một đô thị thuộc huyện Saale-Holzland, trong bang Thüringen, Đức. Đô thị Golmsdorf có diện tích 7,61 km².